# Richard Quest
Richard Quest (Liverpool, 9 de Março de 1962) é um jornalista inglês que atualmente trabalha para a CNN.